# Álvaro Gestido
José Álvaro Pelegrín Gestido Pose (17. květen 1907, Montevideo – 18. leden 1957, Treinta y Tres) byl uruguayský fotbalista. Hrával na pozici záložníka.
S uruguayskou reprezentací vyhrál mistrovství světa ve fotbale 1930. Na tomto turnaji byl federací FIFA zařazen i do all-stars týmu. Získal též zlatou medaili na olympijských hrách roku 1928. Celkem za národní tým odehrál 26 utkání.
S Peñarolem Montevideo se stal sedmrát mistrem Uruguaye (1928, 1929, 1932, 1935, 1936, 1937, 1938).